# Gimnazija Lava
Gimnazija Lava (kratica: GL) je ena izmed treh celjskih gimnazij. Splošna in strokovna gimnazija Lava deluje na Šolskem centru Celje v sodobno opremljenih prostorih. Je najmlajša izmed vseh gimnazij v Celju. Nekdaj se je šola imenovala Srednja naravoslovno-matematična šola Celje. 

## Znani dijaki
- Alenka Bratušek, nekdanja predsednica Vlade Republike Slovenije, predsednica SAB
- Matija Čakš, doktor veterinarske medicine in župan Občine Šmarje pri Jelšah
- Miha Firšt, slovenski kontrabasist
- mag. Margareta Guček Zakošek, nekdanja državna sekretarka na Ministrstvu za gospodarski razvoj in tehnologijo, direktorica Splošne bolnišnice Celje.
- Katja Gorečan, pesnica
- Kristijan Guček, dramski igralec
- Tina Gunzek, dramska igralka
- Mateja Logar, infektologinja
- Luka Lindič, alpinist
- Tim Mastnak, deskar na snegu
- Špelca Mežnar, ustavna sodnica
- Uroš Perič, pianist
- Janko Petrovec, dramski igralec in novinar, dopisnik RTV Slovenija iz Rima
- Neža Prah Seničar, novinarka
- Boštjan Romih, televizijski in radijski voditelj
- Janja Sluga, poslanka v Državnem zboru RS
- Lucija Stupica, pesnica
- Boštjan Vasle, guverner Banke Slovenije
- Asta Vrečko, umetnostna zgodovinarka in političarka
- Blaž Zmazek, matematik